# Velikoluska skuša
Velikoluska skuša (znanstveno ime Gasterochisma melampus), je edina vrsta v rodu Gasterochisma. Razširjena je po vseh zmerno toplih morjih južne poloble. Je pelaška riba, ki se zadržuje do 200 metrov globoko. Zraste lahko do 2 metra v dolžino.